# Andrena korleviciana
Andrena korleviciana là một loài Hymenoptera trong họ Andrenidae. Loài này được Friese mô tả khoa học năm 1887.